# Trevis
|  | Aquest article tracta sobre el constructor de cotxes de competició. Si cerqueu la ciutat d'Úmbria, vegeu «Trebies». |

Trevis va ser un constructor estatunidenc de cotxes de competició. Trevis va competir a diverses curses del campionat del món de la Fórmula 1, de la temporada 1951 a la temporada 1960. Va disputar només la cursa del Gran Premi d'Indianapolis 500, no tornant a competir al món de la F1.

## Resultats a la F1
| Temporada | Pilot            | Graella | Classificació | Punts | Retirada     | Resultats |
| --------- | ---------------- | ------- | ------------- | ----- | ------------ | --------- |
| 1951      | Bill Vukovich    | 20      | Ret           |       | Pèrdua d'oli | Resultats |
| 1952      | Eddie Johnson    | 24      | 16            |       |              | Resultats |
| 1955      | Eddie Johnson    | 32      | 13            |       |              | Resultats |
| 1955      | Shorty Templeman | 31      | Ret           |       | Transmissió  | Resultats |
| 1960      | Eddie Johnson    | 7       | 6             | 1     |              | Resultats |
| 1960      | Bud Tingelstad   | 28      | 9             |       |              | Resultats |